# 宜妃 (康熙帝)
宜妃（ぎひ、? - 1733年）は、清の康熙帝の側室。満洲鑲黄旗の出身。姓はゴロロ（漢字：郭絡羅）氏。

## 経歴
佐領に任じられた武俠のサングワムボー（三官保）の娘。妹は康熙帝の貴人。
康熙帝の後宮に入り、寵愛を受け、康熙16年（1677年）8月、宜嬪に封ぜられた。息子を3人産んだ。康熙20年12月（西暦で1682年）、宜妃に進んだ。
息子らは胤禛（後の雍正帝、康熙帝の四男）と不仲であり、宜妃も胤禛や徳妃（胤禛の母、後の孝恭仁皇后）に対して態度が傲慢であった。彼らは雍正帝の恨みを買い、康熙帝の葬儀で宜妃は雍正帝に責められた。雍正帝の時代に宜妃の次男・胤禟が誅殺された上に、長男の胤祺も失意のうちに薨去した。胤祺の薨去の翌年（雍正11年癸丑8月25日）、宜妃は薨去した。

## 息子
- 胤祺（恒親王）
- 胤禟
- 胤禌（1685年 - 1696年）

## 伝記資料
- 『清聖祖実録』
- 『清史稿』
- 『永憲録』
- 『欽定大清会典則例』

## 登場作品
- テレビドラマ『康熙微服私訪記』